# Cobra Command (G.I. Joe)
Pour les articles homonymes, voir Cobra Command.
Cobra Command, plus connue sous le nom de Cobra, est une organisation fictive de l'univers de G.I. Joe.

## Description
Cobra Command est l'ennemi juré des G.I. Joe, qui a pour but principal la domination mondiale. Il s'agit d'une organisation qui combine les aspects d'une organisation criminelle, d'un groupe terroriste et d'une force paramilitaire. Elle dispose de moyens financiers très importants, ainsi que des armes et un équipement de pointe capable de faire jeu égal avec les G.I. Joe.

## Membres

### Dirigeants
Les principaux dirigeants de Cobra sont:
- Cobra Commandeur (VF : Commandant Cobra): Fondateur et dirigeant suprême de Cobra.
- Destro: De son vrai nom James McCullen Destro XXIV, c'est le PDG de MARS Industries, une des nombreuses sociétés-écran utilisée par Cobra pour se financer et masquer ses activités ; il est de ce fait le fournisseur d'armes de Cobra.
- La Baronne Anastasia Cisarovna: Directrice du renseignement de Cobra et amante de Destro.
- Firefly: experts en explosif et en sabotage de Cobra.
- Dr Mindbender: Directeur du département de recherche scientifique de Cobra.
- Storm Shadow: Assassin ninja de Cobra et garde du corps des hauts dirigeants de Cobra
- Zartan: Maître espion de Cobra

### Troupes
Outre ses dirigeants, Cobra dispose de nombreuses troupes régulières équipées d'armement et d'équipement conventionnels auxquelles s'ajoutent des unités d'élites disposant de technologie de pointe et d'armement expérimental.

## Médias

### Comics
Un de ses QG dans le comics est la petite ville de Springfield, dans le Vermont.

### Séries animées
Dans G.I. Joe: The Movie, de 1987, on apprend que le commandant Cobra est originaire de la civilisation cachée de Cobra-La, qui s'est réfugié sous terre lors d'une glaciation il y a 40 000 ans. Scientifique victime d'un accident de laboratoire, il a été choisi pour fonder une organisation destinée à détruire la civilisation humaine et permettant Cobra-La de dominer la surface.

### Films
Cobra était une branche secrète de M.A.R.S. Industries, dirigé par son président et fondateur James McCullen. Ce dernier a engagé Le Docteur alias Rex Lewis pour superviser les travaux scientifiques de l'entreprise. Après que les G.I. Joe aient détruit la base secrète de M.A.R.S. dans les profondeurs de l'Arctique, le Docteur conduit McCullen dans un sous-marin pour le transformer, en changeant la peau de son visage en du métal moulant. Ce dernier se nomme Destro et le Docteur décide de s'autoproclamer Cobra Commandeur en l'honneur de son hobby pour les serpents, juste avant sa capture par les G.I. Joe. M.A.R.S Industries fut dissous par le gouvernement américain et les vestiges de cette entreprise rejoignent la bannière de Cobra, donnant naissance à l'organisation. Entretemps, Cobra réussit à capturer le Président des États-Unis et à le remplacer par un de ses agent, Zartan, maître espion. 
Celui-ci envoya Storm Shadow assassiner le président pakistanais afin de justifier l'envoi des G.I. Joe pour sécuriser l'arsenal nucléaire du Pakistan; en réalité un piège pour faire accuser les G.I. Joe de l'assassinat et du "vol" des ogives nucléaires et les éliminer. En outre, il fit évader Cobra Commandeur et prépara la voie à la révolution Cobra. Malheureusement pour Cobra, des G.I. Joe survécurent et se rallièrent au Général Joe Colton, fondateur de l'unité. Pire encore, les alliés des G.I. Joe, les Arashikage, capturèrent Storm Shadow et le retournèrent contre Cobra, quand ils découvrirent que l'organisation avait délibérément détruit la vie du Ninja dans le seul but de le recruter; envoyant Zartan assassiner Hardmaster, le mentor du ninja, et faire porter secrètement le chapeau à Storm Shadow. Les deux groupes unirent leurs forces et mirent la conspiration en échec, l'organisation perdant plusieurs membres clés; parmi eux Zartan, assassiné par Storm Shadow, et Firefly, éliminé par Roadblock. Toutefois, Cobra Commandeur parvint à s'enfuir, et depuis Cobra reste une menace permanente pour le monde libre, défendu par les G.I. Joe.